# فلچر ۳۲۶۵
سیارک ۳۲۶۵ (به انگلیسی: 3265 Fletcher، نامگذاری:1953VN2) سه هزار و دویست و شصت و پنجمین سیارک کشف شده‌است که در ۹ نوامبر ۱۹۵۳ و در هایدلبرگ کشف شد.
قدر مطلق سیارک برابر ۱۳٫۱۰ است.